# Liste der Fließgewässer im Flusssystem Milz
Die Liste der Fließgewässer im Flusssystem Milz umfasst alle direkten und indirekten Zuflüsse der Milz, soweit sie namentlich  im BayernAtlas der Bayerischen Staatsregierung (Hinweise) und im Geoportal Thüringen aufgeführt werden. Namenlose Zuläufe und Abzweigungen werden nicht berücksichtigt. Wenn nach dem Zusammenfluss zweier Gewässerabschnitte sich der Gewässername ändert, werden die beiden Zuflüsse als Quellzuflüsse separat angeführt, ansonsten erscheint der Teilbereichsname in Klammern. Die Längenangaben werden auf eine Nachkommastelle gerundet. Die Fließgewässer werden jeweils flussabwärts aufgeführt. Die orografische Richtungsangabe bezieht sich auf das direkt übergeordnete Gewässer.

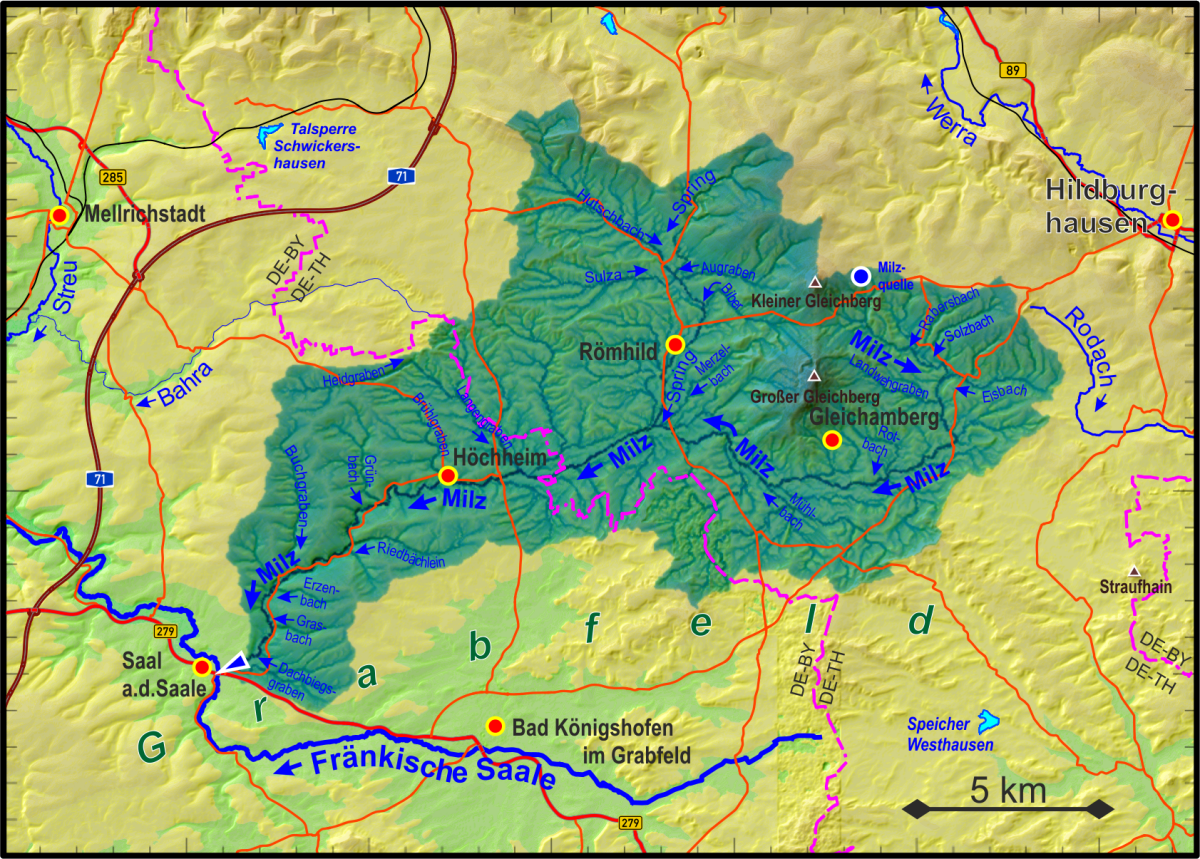
Einzugsgebiet der Milz

## Milz
Die Milz ist ein 36,4 km langer rechter Zufluss der Fränkischen Saale.

## Zuflüsse
Direkte und indirekte Zuflüsse der Milz
- Rabersbach (links)
- Solzbach (links)
- Seegraben (links)
  - Elsbach (rechts)
  - Rumbach (rechts)
- Landwehrgraben (rechts)
- Erlenbach (links)
- Rotbach (rechts)
- Bach aus den Gleichwiesen (links)
- Aschenbach[2] (rechts)
- Landwehrgraben (rechts)
- Bach aus Eicha (links)
- Bach aus Breitensee (links)
- Spring (rechts), 6,7 km
  - Hutschbach (rechts), 6,8 km
  - Sulza (rechts)
  - Augraben (links)
    - Dörflesgraben (links)

  - Biber (links)
  - Merzelbach (links)
- Haardgraben (rechts)
  - Mönchhofgraben (rechts)
- Riedgraben (links)
- Langengraben (rechts) (mit Heidgraben  8,0 km)[3]
  - Heidgraben[4] (rechter Quellbach)
  - Pfersbach (linker Quellbach)
- Brühlgraben (rechts)
- Grünbach (rechts)
  - Halftenbach[5] (rechts)
- Riedbächlein (links)
- Buchgraben (rechts)
- Erzenbach (links)
- Grasbach (links)
- Dachbiegsgraben (links)

## Flusssystem Fränkische Saale
- Fließgewässer im Flusssystem Fränkische Saale